# Schoenobiblus suffruticosa
Schoenobiblus suffruticosa är en tibastväxtart som beskrevs av K. Barringer och L.I. Nevling. Schoenobiblus suffruticosa ingår i släktet Schoenobiblus och familjen tibastväxter. Inga underarter finns listade i Catalogue of Life.